# Semiothisa exsuperans
Semiothisa exsuperans är en fjärilsart som beskrevs av Louis Beethoven Prout 1923. Semiothisa exsuperans ingår i släktet Semiothisa och familjen mätare. Inga underarter finns listade i Catalogue of Life.